# Basilica di Santa Filomena
La basilica di Santa Filomena, nota anche come basilica di Ars è una basilica sita in Francia ad Ars-sur-Formans, nel dipartimento dell'Ain, nella regione dell'Alvernia-Rodano-Alpi.
Dal 2 febbraio 1982 è classificata come Monumento storico di Francia.

## Storia
La basilica di Ars fu costruita a partire dal 1862 sulla base dell'antica chiesa del XII secolo. I lavori furono finanziati in particolare con una lotteria i cui due grossi premi erano l'inginocchiatoio e l'orologio del curato d'Ars e che fruttò 100.000 franchi di allora. Nel 1897 fu elevata al rango di Basilica minore da papa Leone XIII.
È dedicata a Santa Filomena, in onore della quale un programma iconografico è stato elaborato dall'architetto Pierre Bossan, dal pittore e decoratore Paul Borel e dallo scultore Charles Dufraine.

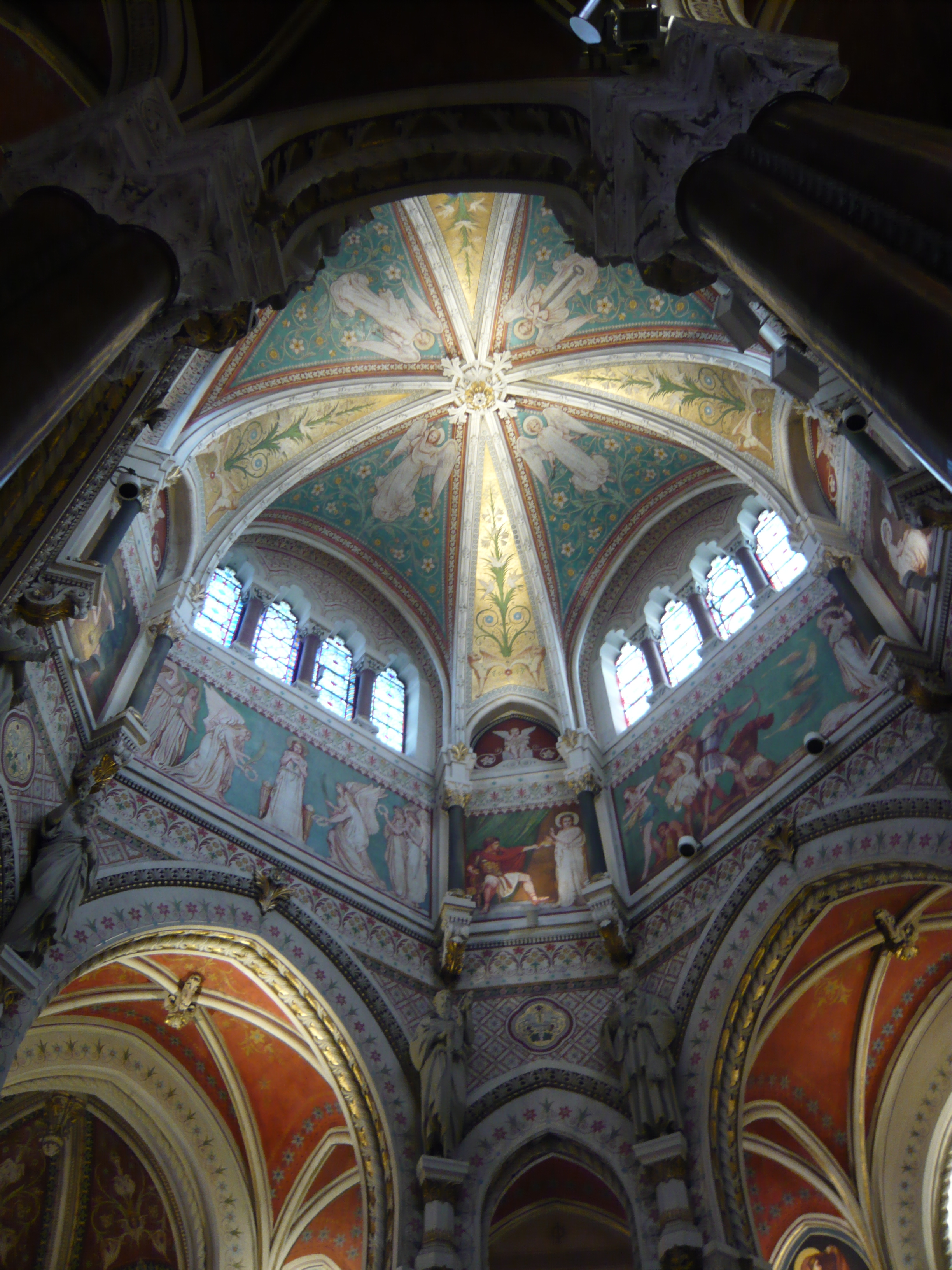
La cupola della Basilica vista dall'interno

Nel 1986, papa Giovanni Paolo II, in occasione della sua visita pontificia in Francia, visitò anche Ars-sur-Formans in omaggio al suo antico curato.

## Il curato d'Ars
La basilica ospita le reliquie del santo curato. Il suo corpo, racchiuso in un doppio feretro, fu esumato nel 1904. È esposto in una cassa visibile a tutti coloro che vengono a pregarlo.

## L'attrattiva turistica
Nel 2010, la basilica è stata il luogo turistico dell'Ain  più visitato, con oltre 500.000 visitatori nell'anno.

## Classifica
La basilica di Ars è classificata come Monumento storico di Francia dal 2 febbraio 1982.

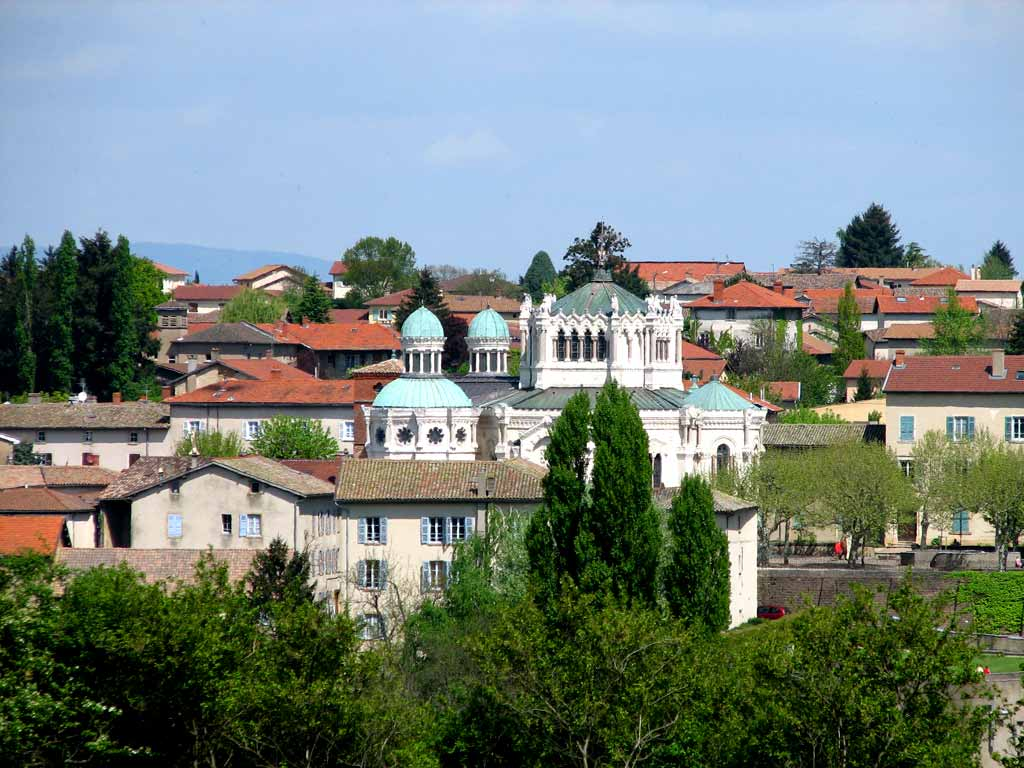
Veduta globale del sito.
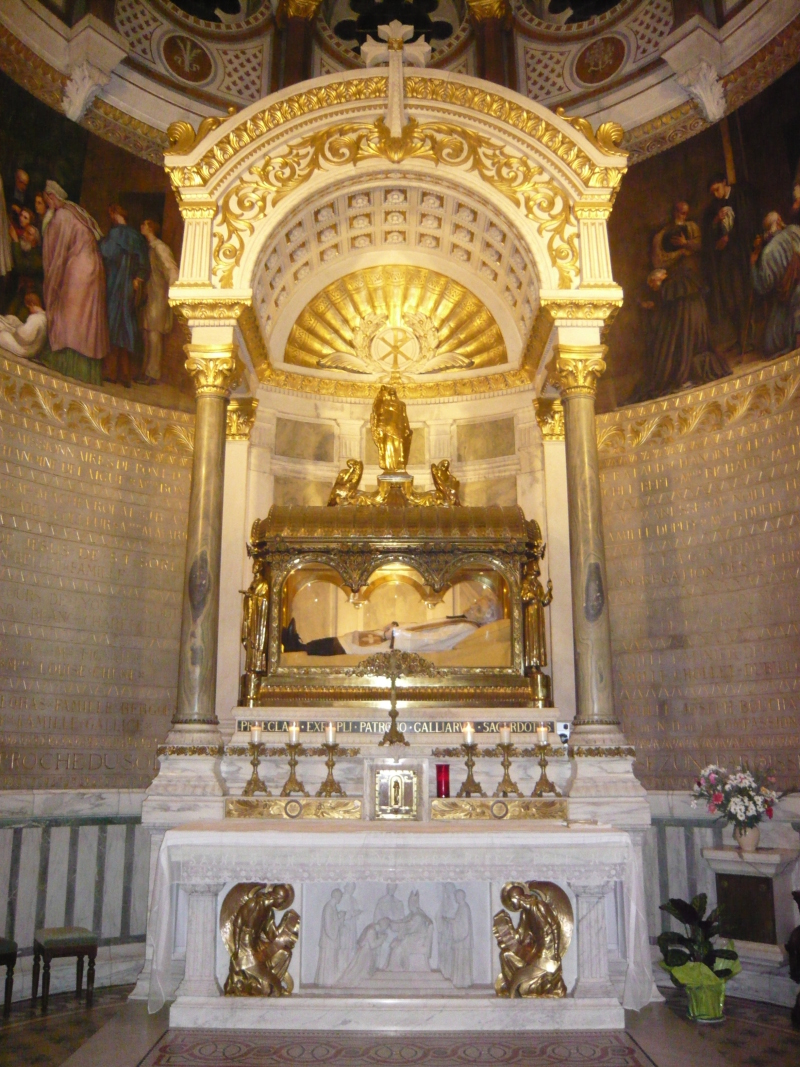
Cassa del santo curato d'Ars.
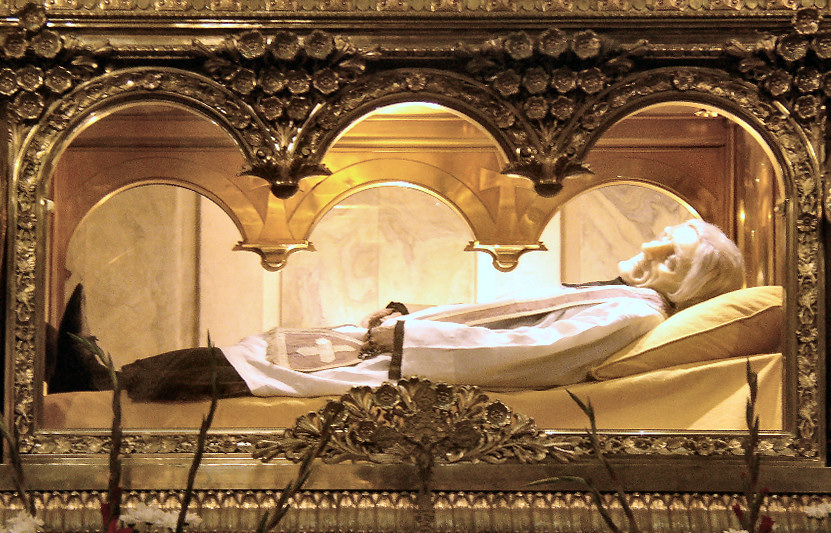
Il corpo esposto del santo curato d'Ars.